# The X Factor (Dél-Afrikai Köztársaság)
The X Factor az angol The X Factor alapján készített dél-afrikai tehetségkutató sorozat. 2014. augusztus 30-án indult Simon Cowell és a Telephone Six támogatásával Fokvárosban.

## A műsor menete

### Szponzorok
- Telephone Six (1. évad)

### Első évad
2014. július 1-jén jelentette be Simon Cowell, hogy segít megszervezni a dél-afrikai X Factort. 2014. július 30-án bejelentették, hogy Zonke lesz a 25 év felettiek mentora, majd bejelentették, hogy Arnonál lesznek a Csapatok, végül bejelentették, hogy Oskido kapja a 15-25 év közötti kategóriát. Elindultak a válogatók, ahonnan 10 előadó került ki, akik tovább mentek az élő showkba.

## Évadok
versenyző/mentor a "15-25 év közöttiek" kategóriából

     versenyző/mentor a "25 év felettiek" kategóriából

     versenyző/mentor a "Csapatok" kategóriából
| Évad         | Sugárzás                                 | Győztes            | Második         | Harmadik     | Győztes mentor | Műsorvezető                   | Zsűri                            |
| ------------ | ---------------------------------------- | ------------------ | --------------- | ------------ | -------------- | ----------------------------- | -------------------------------- |
| Első évad    | 2014. augusztus 30. - 2014. december 14. | Four               | Princess Meloka | Bubbles      | Arno Cernets   | Andlie Ncube                  | Zonke Dikana Arno Cernets Oskido |
| Második évad | 2015. július 30. - 2015. november 5.     | Michelle Buluysian | Marco Six       | David Thomas | Zonke Dikana   | Patricia Limpopo Andlie Ncube | Zonke Dikana Oskido Arno Cernets |

## Nézettség
- Első évad: 65%